# سانت نيوتس تاون
نادي سانت نيوتس تاون لكرة القدم (بالإنجليزية: St Neots Town Football Club)‏ نادي كرة قدم إنجليزي يلعب في دوري الدرجة التاسعة. يقع مقره في سانت تيوتس في كامبريدجشير. تم تأسيس النادي في سنة 1879 .